# Tine Baun
Tine Baun, z domu Rasmussen (ur. 21 lipca 1979 w Hørsholm) – duńska badmintonistka, brązowa medalistka mistrzostw świata, dwukrotna mistrzyni Europy, mistrzyni Danii w grze pojedynczej.
Największym jej sukcesem jest brązowy medal mistrzostw świata w 2010 w Paryżu oraz złoty medal mistrzostw Europy w 2010 roku (pokonała w finale Niemkę Juliane Schenk) w Manchesterze i w 2012 roku w Karlskronie, a w 2008 roku w Herning zdobyła srebrny medal.
Trzykrotnie występowała w igrzyskach olimpijskich. W 2008 roku, w Pekinie zajęła 9. miejsce, a cztery lata wcześniej (2004) w Atenach przegrała w pierwszej rundzie, w 2008 w Londynie odpadła w ćwierćfinałach.
Mistrzyni Danii (2008) w grze pojedynczej.